# Юниън телевижън
Юниън телевижън (на английски: Union Television – Обединена телевизия, съкратено ЮТВ) е бивш български телевизионен канал.

## История
Телевизията е основана през 1995 г. Година по-рано, медията получава лиценз за кабелна телевизия в 17 града. В някои от градовете са създадени местни телевизионни канали. С локални програми са: Велинград, Добрич, Разград, Сливен, Търговище и Хасково, а в Пловдив е обхванат само ж.к. „Тракия“, като има два канала – първи с предимно филмова програма и втори (ЮТВ-2) излъчващ повторения.

## Закриване
През 2000 „Юниън телевижън“ е продадена на „Кейбъл България“ и е преобразувана в „Ден ТВ“, а каналите по градове започват излъчване като „Ден – Добрич“, „Ден – Разград“, „Ден – Сливен“, „Ден – Търговище“ и други.

## Предавания
- Посоки
- Фолк писта
- Балкан фолк
- Трета възраст
- Шарен ден
- Да се обичаме безопасно